# Amtsbezirk Schärding
Der Amtsbezirk Schärding war eine Verwaltungseinheit im Innkreis in Oberösterreich.
Der Amtsbezirk war der Kreisbehörde in Ried im Innkreis, unterstellt und besorgte deren Amtsgeschäfte vor Ort. Die Zuständigkeit erstreckte sich neben Schärding auf die damaligen Gemeinden Brunnenthal, Eggerding, St. Florian, Freinberg, Hof, St. Marienkirchen, Mayerhof, Münzkirchen, Rainbach, Schardenberg, Suben, Taufkirchen und Wernstein und umfasste damals eine Stadt und 205 Dörfer.